# 阿尔文·克伦茨莱因
阿尔文·克伦茨莱因（英語：Alvin Kraenzlein，1876年12月12日—1928年1月6日），美国男子田径运动员，主攻短跑、跨栏。他曾代表美国参加1900年夏季奥林匹克运动会田径比赛，获得四枚金牌。